# 1974, une partie de campagne
Pour les articles homonymes, voir Partie de campagne.
Pour plus de détails, voir Fiche technique et Distribution.
1974, une partie de campagne, titré à l'origine 50,81 %, est un documentaire de Raymond Depardon sur la campagne de Valéry Giscard d'Estaing à l'élection présidentielle française de 1974.
Réalisé en 1974 sur commande du futur président, le film fut longtemps censuré et ne fut diffusé pour la première fois que le 20 février 2002.

## Fiche technique
- Titre : 1974, une partie de campagne
- Réalisation : Raymond Depardon
- Photographie : Raymond Depardon
- Son : Bernard Ortion, mixage de 2002 par Dominique Vieillard
- Montage : Bruno Zincone
- Production : Claudine Nougaret
- Société de production : Palmeraie Productions
- Pays d'origine :  France
- Langue originale : français
- Format : couleurs - 1,37:1 - 16 mm
- Genre : documentaire
- Durée : 90 minutes
- Date de sortie :
  - France : 20 février 2002[1]

## Distribution
- Valéry Giscard d'Estaing
- Charles Aznavour
- Jacques Chirac
- Philippe Clay
- Dani
- Alain Duhamel
- Anne-Aymone Giscard d'Estaing
- Jacinte Giscard d'Estaing
- Valérie-Anne Giscard d'Estaing
- Jean Lecanuet
- François Mitterrand
- Michel Poniatowski
- Jean-Jacques Debout

## Production

### Projet
En 1974, Raymond Depardon rencontre Valéry Giscard d'Estaing qui souhaite qu'on fasse un film sur lui. Depardon lui conseille de faire un film sur la campagne, qui serait plus complet que ce que fait la télévision qui « jette tout ce qui ne passe pas à l'antenne. » Raymond Depardon souhaite s'inspirer du cinéma direct américain, en particulier de Primary, film de Richard Leacock sur la campagne de 1960 de John Fitzgerald Kennedy. Giscard d'Estaing demande à voir le premier court métrage de Depardon, réalisé à Prague pendant les funérailles de Jan Palach. Il commande au réalisateur un devis, que Depardon fait aussi faible que possible : il utilisera sa propre caméra (une Éclair Coutant), ne prendra pas de salaire pour lui mais il y aura un salaire pour l'ingénieur du son.
Après une avance de l'agence Gamma, le budget du film, environ 100 000 francs, est réglé par Valery Giscard d'Estaing sur les fonds personnels de sa campagne. Le film ne doit au départ concerner que le premier tour de l'élection mais le réalisateur et l'homme politique décident de continuer pour inclure le second tour.
Certains des proches de Giscard d'Estaing sont contre le film, par exemple Michel Poniatowski.

### Tournage
Raymond Depardon décide de tourner dans la continuité, en coupant le moins possible. Plus le tournage avance, plus le futur président laisse Depardon filmer ce qu'il veut. Ils sont notamment seuls dans le bureau de Giscard d'Estaing le jour du second tour, lorsqu'il attend les résultats. VGE aime jouer avec la caméra et ne l'oublie jamais, mais parfois le réalisateur laisse tourner alors que l'intéressé croit qu'il a coupé, ce qui lui permet de saisir des attitudes moins contrôlées.

### Montage
Le premier monteur auquel s'adresse Depardon refuse de faire le film, ne voulant pas s'approcher d'un film « giscardien. »

### Sortie retardée du film
Une fois président, Giscard d'Estaing voit quatre fois le film : la première sur la table de montage, les suivantes en salles de projection. Assez touché la première fois, il se montre de plus en plus embarrassé par le film : il est gêné par une colère qu'il a contre Michel d'Ornano, par la familiarité qu'on ressent dans le film, ainsi que par certains détails, comme son dos qu'il n'aime pas, ou encore le fait de se voir dans des situations du quotidien alors qu'il veut entretenir sa réputation d'homme intelligent au vocabulaire fourni, maître de toute situation qui le concerne. Il finit par ne plus donner de nouvelles, pendant cinq ans, au réalisateur. Mais quand ce dernier tente de sortir le film en 1979, le président engage une action judiciaire en référé qui fait renoncer Depardon à cette sortie.
C'est la journaliste Christine Masson qui convainc finalement Valéry Giscard d'Estaing d'accepter une sortie du film en 2002. Il y consent finalement à condition de rajouter une présentation de sa part en début de film. Au titre original, 50,81%, qui correspond au score de Giscard au second tour de la présidentielle de 1974, l'ancien président propose de substituer La Victoire en chantant, ce que Depardon refuse ; le réalisateur propose alors 1974 et finalement l'ancien président rajoute Une partie de campagne. Le titre est une référence à une nouvelle de Guy de Maupassant, Une partie de campagne, l'auteur étant admiré par Valéry Giscard d’Estaing, mais aussi à l'adaptation cinématographique de la nouvelle par Jean Renoir : Une partie de campagne.
Selon Raymond Depardon, Valéry Giscard d'Estaing a décidé de faire diffuser le film alors que Jacques Chirac, son ancien Premier Ministre qui le déteste, est en pleine campagne pour sa réélection. Ceci afin de lui rappeler sa popularité et sa jeunesse d'alors.

## Accueil et analyse critique
Télérama considère, lors de la sortie en salles du film, que le film « a eu le temps de devenir culte » mais que le spectateur n'y trouvera aucune « révélation » sur la politique de ces années, au point que le critique se demande pourquoi Valéry Giscard d'Estaing l'a interdit de diffusion si longtemps. Mais le magazine note que le style de Raymond Depardon, qualifié de « meilleur documentariste de sa génération », apparaît dans ce documentaire, montrant un regard « d'une éclatante nouveauté » sur son sujet.
Presque un demi-siècle après le tournage, Michel Guerrin estime dans le journal Le Monde que « le film de Raymond Depardon sur Valéry Giscard d’Estaing a révolutionné l’image de la politique » par sa façon d'alterner temps forts et temps faibles, durée et instantané, et montre le candidat à la présidence, en dehors des règles solennelles de l'époque gaulliste et avant cet entourage de communicants et de protecteurs qui s'est imposé depuis.